# Iris Graham
Iris Graham (* 30. Mai 1985 in Campbell River, British Columbia, Kanada) ist eine kanadische Schauspielerin.

## Biografie
Graham wurde bekannt durch ihre Rolle in der Fernsehserie Alienated (2003–2004) und die Kinofilme Der Exorzismus von Emily Rose (2004) sowie The Dark Hours (2005). Im Jahr 2005 war sie für den Leo Award für ihre schauspielerische Leistung in Marker nominiert.

## Filmografie

### Filme
- 2004: Der Exorzismus von Emily Rose
- 2005: Marker
- 2005: Bob, der Butler
- 2005: The Dark Hours

### Serien
- 1998–2006: Der Fall John Doe (Eine Folge)
- 2002–2003: Da Vinci´s Inquest (Eine Folge)
- 2003–2004: Alienated (22 Folgen)
- 2004–2004: 10,5 – Die Erde bebt (Mehrteiler)